# Distretto di Porrentruy
Il distretto di Porrentruy (Pruntrut in tedesco) è un distretto del Canton Giura, in Svizzera. Confina con i distretti di Delémont a sud-est, di Franches-Montagnes a sud e con la Francia: Franca Contea (dipartimenti del Doubs a ovest e del Territorio di Belfort a nord) e Alsazia (dipartimento dell'Alto Reno) a nord-est. Il capoluogo è Porrentruy.

## Suddivisioni
Amministrativamente è diviso in 19 comuni:
- Alle
- Basse-Allaine
- Basse-Vendline
- Boncourt
- Bure
- Clos du Doubs
- Coeuve
- Cornol
- Courchavon
- Courgenay
- Courtedoux
- Damphreux-Lugnez
- Fahy
- Fontenais
- Grandfontaine
- Haute-Ajoie
- La Baroche
- Porrentruy
- Vendlincourt

### Fusioni
- 1882: Montvoie, Ocourt → Ocourt
- 2009: Asuel, Charmoille, Fregiécourt, Miécourt, Pleujouse → La Baroche
- 2009: Buix, Courtemaîche, Montignez → Basse-Allaine
- 2009: Chevenez, Damvant, Réclère, Roche-d'Or → Haute-Ajoie
- 2009: Epauvillers (distretto delle Franches-Montagnes), Epiquerez (distretto delle Franches-Montagnes), Montenol, Montmelon, Ocourt, Saint-Ursanne, Seleute → Clos du Doubs
- 2013: Bressaucourt, Fontenais → Fontenais
- 2018: Haute-Ajoie, Rocourt → Haute-Ajoie
- 2023: Damphreux, Lugnez → Damphreux-Lugnez
- 2023: Beurnevésin, Bonfol → Basse-Vendline